# Abel-Dominique Boyé

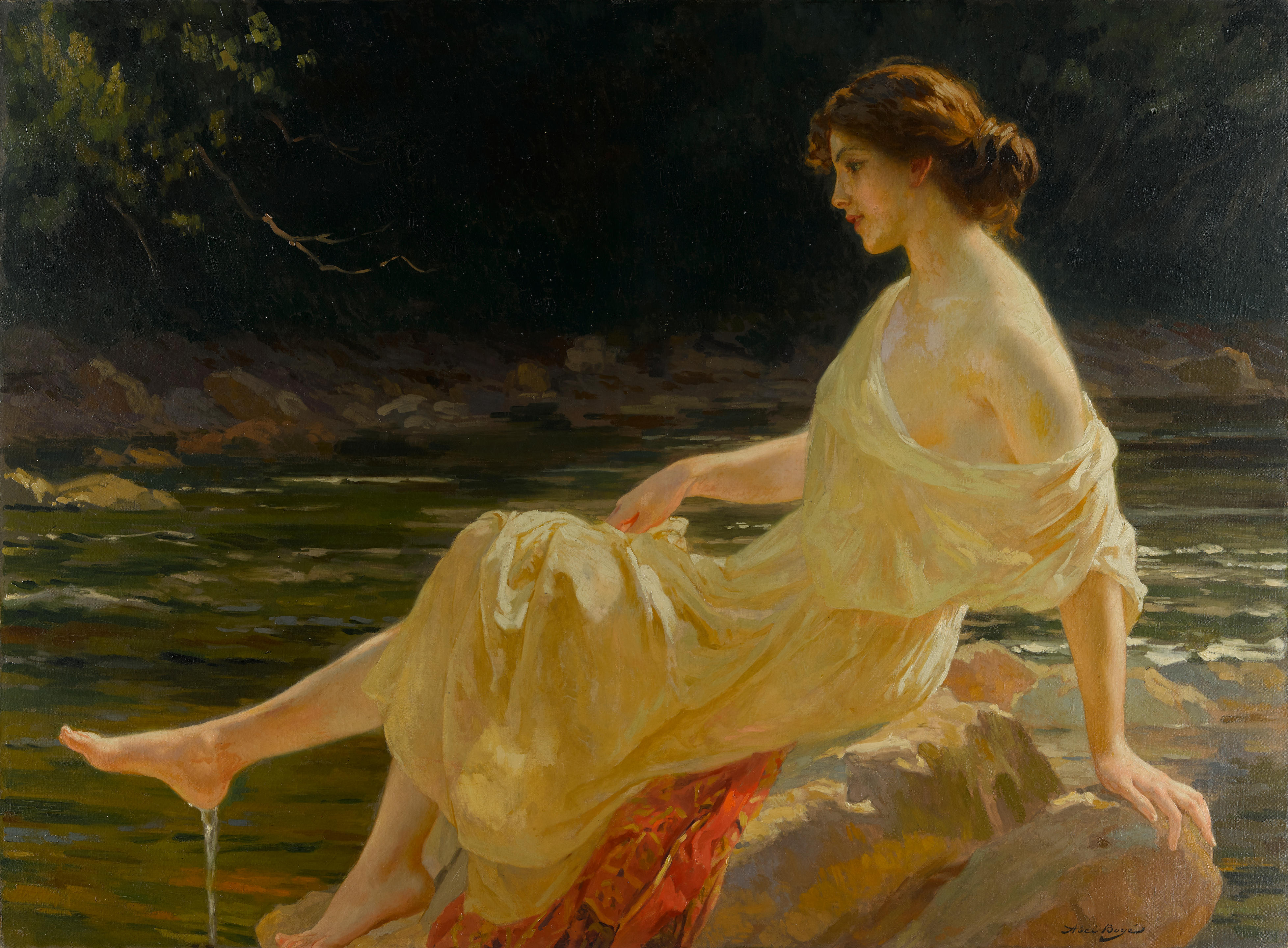
Das fließende Wasser

Abel-Dominique Boyé (* 6. Mai 1864 in Marmande; † 1934 ebenda) war ein französischer Genre- und Aktmaler.
Boyé studierte ab 1881 an der École des beaux-arts de Bordeaux und setzte sein Studium ab 1883 an der École des beaux-arts de Paris bei Jean-Joseph Benjamin-Constant fort.
Nach dem Studium war er als freischaffender Genre- und Aktmaler tätig. Er stellte ab 1884 im Salon der Société des Artistes Français aus und erhielt dort 1888 eine Medaille der 3. Klasse und 1895 eine Goldmedaille. 1895 erhielt er ein Reisestipendium des Ministeriums für öffentlichen Unterricht und Bildende Kunst.
Er zeigte seine Werke auf der Weltausstellung Paris 1889  sowie 1900. Er stellte auch in Barcelona, Brüssel, London, Genf und Lyon aus.
1930 wurde er zum Offizier der Ehrenlegion ernannt.

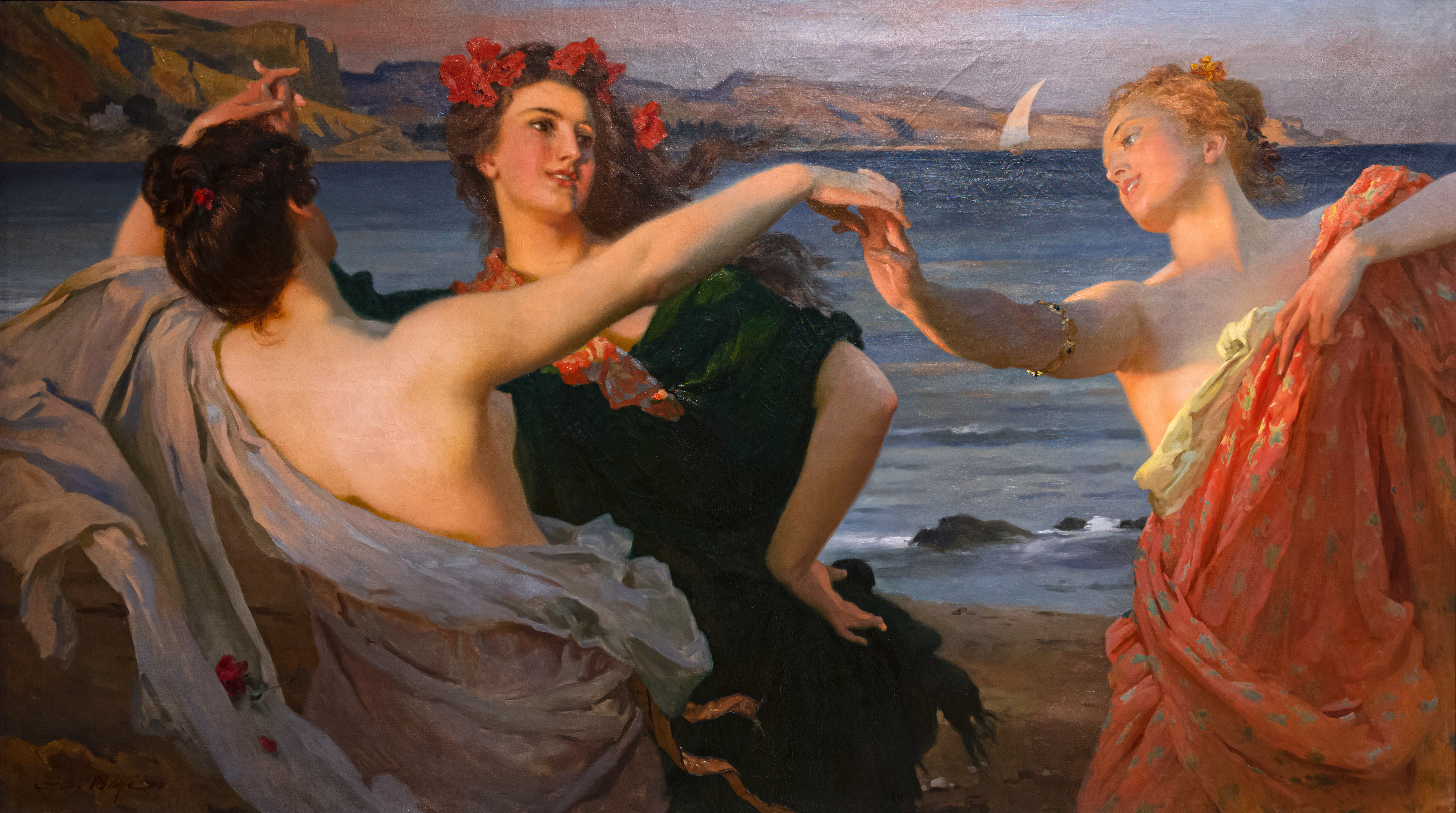
Freude (1899)  Museum der Schönen Künste von Agen